# Prostomis latoris
Prostomis latoris es una especie de coleóptero de la familia Prostomidae.

## Distribución geográfica
Habita en Japón Taiwán y Corea del Sur.